# Comuna Vesele, Starobilsk
Vesele (în ucraineană Веселе) este o comună în raionul Starobilsk, regiunea Luhansk, Ucraina, formată din satele Petrivske, Rozdolne, Tarabanî și Vesele (reședința).

## Demografie
Componența lingvistică a comunei Vesele
     Ucraineană (91,69%)
     Rusă (8,17%)
     Alte limbi (0,05%)
Conform recensământului din 2001, majoritatea populației comunei Vesele era vorbitoare de ucraineană (91,69%), existând în minoritate și vorbitori de rusă (8,17%).